# Hieronymus Praetorius
Hieronymus Praetorius   (Hamburg, 10 d'agost de 1560 - Hamburg, 27 de gener de 1629) va ser un compositor alemany del nord i organista de finals del Renaixement i primeres èpoques del barroc. No estava relacionat amb el molt més famós Michael Praetorius, encara que la família Praetorius tenia molts músics distingits durant els segles xvi i xvii.
Primerament fou deixeble del seu pare Jacob Praetorius el Vell i després es traslladà a Colònia per continuar allà els seus estudis. El 1582 se'l nomenà auxiliar del seu pare, al que succeí el 1586 en la seva plaça d'organista de Sant Jacob d'Hamburg.
Entre les seves composicions cal mencionar:
- Cantiones sacrae (1607 i 1622);
- Magnificat (1602 i 1622);
- Liber misarum (1616);
- Cantiones variae (1618-1623);
- Cantiones novae (1618-1625), etc.

Totes aquestes composicions es publicaren a Hamburg, i la majoria d'elles s'editaren novament formant col·lecció, amb el títol Opus musicum novum et perfectum V tomis concinnatum (Frankfurt, 1522). També va compondre obres de circumstancies, com el càntic nupcial Ein kindelein so loebelich, a 8 veus. A més, en col·laboració amb el seu fill Jacob, i amb la dos altres organistes no menys cèlebres Heinrich Scheidemann i Joachimum Deckerum, publicà el llibre coral Melodeyen Gesangbuch (Hamburg, 1604).